# Lotus 33
La Lotus 33 è una vettura monoposto impiegata in Formula 1, progettata da Colin Chapman e costruita dal Team Lotus. Il progetto si basava sulla precedente Lotus 25 portando la progettazione del telaio monoscocca ad un nuovo livello. Sulla 33 veniva usato nuovamente il motore Climax da 1.500 cm³. La Lotus 33 era quasi identica alla 25 anche se aveva il progetto delle sospensioni realizzato intorno ai nuovi e più grandi pneumatici. Inoltre era più rigida e di costruzione meno complessa delle vetture precedenti.
Realizzata per la stagione 1965, la 33 vinse con Jim Clark alla prima gara che si tenne in Sudafrica. Durante la stagione la Lotus 33 vinse altre quattro volte conquistando così il secondo titolo. Clark non partecipò alla gara di Monaco, gara mai vinta da Clark, per correre alla 500 miglia di Indianapolis dove arrivò primo. 
Rispetto al motore della Lotus 25 il nuovo Climax aveva una potenza massima di 215-220 hp contro i circa 200 della versione precedente. La potenza maggiore venne ottenuta a scapito dell'affidabilità e Clark fu costretto al ritiro tre volte durante la stagione 1965. Fortunatamente per lui questi ritiri non compromisero la sua corsa al titolo. La 33 venne utilizzata anche con il motore Climax V8 dalla cilindrata portata a 2 litri grazie ad un alesaggio superiore e venne utilizzata per le prime gare della stagione 1966 fino a quando non venne preparata la Lotus 43 con il motore BRM da 3 litri.
La Lotus 33 prese parte, sempre con Jim Clark alla guida, anche a competizioni esterne al campionato del mondo e nel 1967 vinse la Tasman Cup.

## La 33 nei media
In ambito videoludico, la vettura compare nel simulatore di guida Gran Prix Legends.